# Zato mi pomogni, Todde!
Zato mi pomogni, Todde! je američka pravno-dramedijska televizijska serija koju je stvorio Scott Prendergast. Serija prati nepromišljenog, ali talentiranog istražitelja, koji nevoljko pristaje raditi u majčinoj odvjetničkoj tvrtki, koja ga zauzvrat pokušava zadržati, ne uvijek uspješno.
Prikazuje se od 29. rujna 2022. na kanalu CBS, u veljači 2023. serija je obnovljena za drugu sezonu koja je počela 15. veljače 2024. U Hrvatskoj serija se premijerno prikazuje od 11. travnja 2023. na kanalu Star Life.
Serije je 19. travnja 2024. otkazana nakon dvije sezone.

## Radnja
Todd Wright je privatni istražitelj s dobrim instinktima, ali odlučno nije odan pravilima, iz tog razloga ga čak i vlastita obitelj smatra nepouzdanim. Njegova majka Margaret dvije godine ranije pomogla mu je izbjeći zatvorsku kaznu, nakon što ga je prevarila njegova tadašnja djevojka Veronica, a on nevoljko pristaje raditi u njezinoj odvjetničkoj tvrtki smještenoj u Portlandu u Oregonu kao insajder, djelomično kako bi mogao vratiti svoju privatnu istražiteljsku dozvolu. Margaret vjeruje u strogo pridržavanje zakona, što je u potpunoj suprotnosti s Toddovom sklonošću kršenju zakona kako bi se nosio s teškim situacijama.

## Glumačka postava

### Glavni likovi
- Marcia Gay Harden kao Margaret, braniteljica koja je diplomirala pravo nakon odlaska prvog supruga, oca njezine djece.
- Skylar Astin kao Todd, Margaretin najmlađi sin, bivši privatni istražitelj kojeg zapošljava u odvjetničkom uredu u kojem radi.
- Madeline Wise kao Allison, Toddova udana sestra, liječnica hitne pomoći
- Tristen J. Winger kao Lyle, pedantan i iritantan istražitelj, koji radi u Margaretinom studiju
- Inga Schlingmann kao Susan, bivša djevojka i Toddova simpatija, odvjetnica u Margaretinoj firmi.
- Rosa Evangelina Arredondo kao Francey, Margaretina asistentica.

### Sporedni likovi
- Jeffrey Nordling kao Gus Easton, odvjetnik i Margaretin kolega.
- Leslie Silva kao Beverly Crest, partner u Margaretinoj odvjetničkoj firmi.
- Clayton James kao Chuck Grant, Allisonin muž.
- Thomas Cadrot kao Chet Venables, novinar, Lawrencin muž, Margaretin sin.
- Heather Morris kao Judy Maxon (sezona 2)

## Pregled serije
Prva sezona premijerno je prikazana na kanalu CBS od 29. rujna 2022. do 15. svibnja 2023. Druga sezona ujedno i zadnja premijerno se prikazala od 15. veljače do 16. svibnja 2024.
U Hrvatskoj serija se premijerno prikazivala na kanalu Star Life od 11. travnja do 29. rujna 2023., prva sezona, dok se druga sezona prikazala od 26. ožujka do 11. lipnja 2024.
| Sezone | Sezone | Epizode | SAD prikazivanje  | SAD prikazivanje  | Hrvatsko prikazivanje | Hrvatsko prikazivanje |
| Sezone | Sezone | Epizode | Premijera         | Finale            | Premijera             | Finale                |
| ------ | ------ | ------- | ----------------- | ----------------- | --------------------- | --------------------- |
|        | 1.     | 21      | 29. rujna 2022.   | 15. svibnja 2023. | 11. travnja 2023.     | 29. rujna 2023.       |
|        | 2.     | 10      | 15. veljače 2024. | 16. svibnja 2024. | 26. ožujka 2024.      | 11. lipnja 2024.      |

## Produkcija
CBS mreža je 3. veljače 2022. objavila planove za produkciju pilot epizode o privatnom istražitelju i njegovoj majci odvjetnici, koju je napisao i producirao Scott Prendergast. Izvršne producente uključuju Phila McGrawa, Jaya McGrawa i Juliju Eisenman u ime »Stage 29 Productions«. Dana 15. ožujka 2022. objavljena je vijest da će Liz Kruger i Craig Shapiro služiti kao showrunneri i izvršni producenti u novoj seriji.
CBS je 12. svibnja 2022. objavio da će producirati novu seriju pod nazivom So Help Me Todd i da će Elizabeth Klaviter zamijeniti Krugera i Shapira kao showrunner.
Serija je 2. veljače 2023. serija je obnovljena za drugu sezonu, koja će kenuti sa prikazivanjem 15. veljače 2024.
Dana 19. travnja 2024. serija je otkazana nakon dvije sezone.

### Snimanje
Snimanje pilot epizode započelo je u ožujku 2022. u Vancouveru, u kanadskoj pokrajini Britanskoj Kolumbiji. Snimanje ostatka sezone započelo je 27. srpnja 2022., a završilo 11. travnja 2023. Ured Toronto-Dominion banke u središtu Vancouvera korišten je za Margaretino odvjetničko društvo.

## Vanjske poveznice
- Službena stranica cbs.com
- Službena stranica starchannel-hr.com
- Zato mi pomogni, Todde! u internetskoj bazi filmova IMDb-a